# FCSB
FCSB je nogometni klub iz glavnog rumunjskog grada Bukurešta. Najtrofejniji je rumunjski nogometni klub i prvi nogometni klub iz Istočne Europe koji je posteo europski prvak. Klub se zvao Steaua do 2017., kada je nakon odluke suda izgubio pravo na korištenje starog imena.

## Prijašnja imena kluba
- ASA (1947. – 1948.)
- CSCA (1948. – 1950.)
- CCA (1950. – 1961.)
- Steaua (1961. – 2017.)
- FCSB (2017. – danas)

## Klupski uspjesi

### Domaći
Rumunjsko prvenstvo
- Prvak (28): 1951., 1952., 1953., 1956., 1960., 1961., 1968., 1976., 1978., 1985., 1986., 1987., 1988., 1989., 1993., 1994., 1995., 1996., 1997., 1998., 2001., 2005., 2006., 2013., 2014., 2015, 2024, 2025.
- Doprvak (20): 1947., 1954., 1958., 1963., 1977., 1980., 1984., 1990., 1991., 1992., 2003., 2004., 2007., 2008.
- Trećeplasirani (7): 1959., 1964., 1965., 1970., 1971., 1979., 1999.

Rumunjski kup
- Pobjednik (23): 1949., 1950., 1951., 1952., 1955., 1962., 1966., 1967., 1969., 1970., 1971., 1976., 1979., 1985., 1987., 1988., 1989., 1992., 1996., 1997., 1999., 2011., 2015.
- Finalist (8): 1953., 1964., 1977., 1980., 1984., 1986., 1990., 2014.

Rumunjski superkup
- Pobjednik (6): 1994., 1995., 1998., 2001., 2006., 2013.
- Finalist (5): 1999., 2005., 2011., 2014., 2015.

### Europski i svjetski uspjesi
UEFA Liga/Kup prvaka:
- Pobjednik (1): 1985./86. (finale)
- Finalist (1): 1988./89. (finale)

UEFA superkup:
- Pobjednik (1): 1986.

Interkontinentalni kup:
- Finalist (1): 1986.

## Rivali
Najznačajniji rivali FCSB-a su gradski rivali Dinamo koji je drugi po veličini rumunjski nogometni klub, te je također značajan rivalitet s Rapidom.

## Legende
Vratari: Ion Voinescu, Costică Toma, Vasile Iordache, Necula Răducanu, Helmuth Duckadam, Silviu Lung, Bogdan Stelea, Martin Tudor, Vasily Khomutovsky; 

Obrambeni: Vasile Zavoda, Alexandru Apolzan, Emerich Jenei, Ștefan Sameș, Theodor Anghelini, Florin Marin, Ştefan Iovan, Miodrag Belodedici, Adrian Bumbescu, Ilie Bărbulescu, Dan Petrescu, Gheorghe Popescu, Nicolae Ungureanu, Daniel Prodan, Iulian Filipescu, Anton Doboș, Mirel Rădoi, 
George Ogăraru; 

Vezni: Ștefan Onisie, Tiberiu Bone, Anghel Iordănescu, Vasile Aelenei, Tudorel Stoica, Mihail Majearu, László Bölöni, Gheorghe Hagi, Basarab Panduru, Constantin Gâlcă, Ilie Dumitrescu, Iosif Rotariu, Dorinel Munteanu, Nicolae Dică; 

Napadači: Ion Alecsandrescu, Nicolae Tătaru, Francisc Zavoda, Gheorghe Constantin, Iosif Petschovsky, Gheorghe Tătaru, Ion 'Liţă' Dumitru, Marcel Răducanu, Victor Pițurcă, Marius Lăcătuș, Gavril Balint, Adrian Ilie, Ion Vlădoiu, Adrian Neaga.

## Igračka priznanja
- Rumunjski igrač godine:
  - Ion 'Liță' Dumitru (1973.), Ion 'Liță' Dumitru (1975.), Ștefan Sameș (1979.), Marcel Răducanu (1980.), Helmuth Duckadam (1986.), Gheorghe Hagi (1987.), Nicolae Dică (2006.)
- Najbolji strijelac rumunjske lige:
  - Ion Alecsandrescu (1956.), Gheorghe Constantin (1959-60.), Gheorghe Constantin (1960-61.), Gheorghe Constantin (1961-62.), Cornel Pavlovici (1963-64.), Gheorghe Tătaru (1970-71.), Anghel Iordănescu (1981-82.), Victor Pițurcă (1987-88.), Gavril Balint (1989-90.), Ilie Dumitrescu (1992-93.), Ion Vlădoiu (1995-96.), Sabin Ilie (1996-97.), Claudiu Răducanu (2002-03.)
- Najbolji strijelac Kupa prvaka: Gheorghe Hagi (1987-88.)

## Vanjske poveznice
- Službena web-stranica
- www.fcsteaua.ro